# Tipula berytia
Tipula berytia är en tvåvingeart som beskrevs av Mannheims 1963. Tipula berytia ingår i släktet Tipula och familjen storharkrankar. Inga underarter finns listade i Catalogue of Life.